# نقاشی‌های دیواری در کی‌یف
نقاشی‌های دیواری کی‌یف ، مجموعه‌ای از نقاشی‌های دیواری هستند که از سال ۲۰۱۴ در کنار ساختمان‌ها در کیف ، اوکراین نقاشی شده‌اند و هنر مدرن و سنتی را به تصویر می‌کشند. بیش از 160 نقاشی دیواری در کل شهر در مساحتی به وسعت تقریباً 285 کیلومتر مربع پخش شده است.  این نقاشی‌های دیواری توسط دولت تامین مالی نمی‌شوند، بلکه توسط حامیان مالی مستقل یا گروه‌های هنری تامین می‌شوند.

## آثار هنری منتخب

### بازسازی
"بازسازی" یک نقاشی دیواری توسط هنرمند خیابانی استرالیایی فینتان مگی است که در سال 2015 کشیده شده است. این نقاشی دیواری زنی تنها را با دسته‌ای از شاخه‌ها در آغوش نشان می‌دهد که ظاهراً پس از سیل تا قوزک پا در آب ایستاده است. موضوع سیل در بسیاری از آثار مگی تکرار می شود و به نظر می رسد این اثر هنری اولین مراحل بازسازی و بازسازی پس از فاجعه را نشان می دهد.

### سرگئی نیگویان
" سرگئی نیگویان " نقاشی دیواری به نام اولین فردی است که در شورش های خیابان هروشفسکوهو در سال 2014 کشته شد، یک فعال ارمنی-اوکراینی که در حین تظاهرات توسط برکوت تیراندازی شد. این پرتره توسط الکساندر فارتو خلق شده است و در باغ صد بهشتی قرار دارد، زمینی که قبلاً خالی بود و به یک فضای اجتماعی تبدیل شده بود.

### احیا
"احیا" اثر مشترک دو نفره فرانسوی ست ایکس کیسلو است که یکی از شناخته شده ترین نقاشی های دیواری در کیف به حساب می آید. این نقاشی دیواری که در آوریل 2014 ایجاد شد، مضامین غرور اوکراین و امید به آینده را به تصویر می‌کشد.

### سنت جورج اوکراین
«سنت جورج اوکراینی» اثر هنرمند AEC یک نقاشی دیواری تمثیلی است که به داستان سنت جورج و اژدها اشاره دارد. این قطعه حاوی یک پیام سیاسی مدرن است، به طوری که اژدهای دو سر نماینده روسیه در شرق و ناتو در غرب اوکراین را تقسیم می کند.

### پیام آور زندگی
"پیام آور زندگی" نقاشی دیواری از الکساندر بریتسف است که یک کلاغ سفید را به تصویر می کشد که توسط کلاغ های سیاه احاطه شده است. نقاشی دیواری را می‌توان در یک حیاط پیدا کرد و به سه کلاغ اشاره می‌کند که گفته می‌شود بیست سال در قفسی در آن حیاط نگهداری شده‌اند.

### اثر بدون عنوان از خاو
خاویر روبلدو، که به طور حرفه ای با نام خاو شناخته می شود، در سال 2017 یک نقاشی دیواری بدون عنوان از یک پسر خندان ایجاد کرد. این نقاشی دیواری با نمایش یک کودک سیاه‌پوست جنجال‌هایی را در جامعه محلی ایجاد کرد و با شروع شکل‌گیری آن، واکنش نژادپرستانه به نقاشی دیواری ایجاد شد. با این حال، از آنجایی که روبلدو از نظر مالی به دولت یا جامعه محلی وابسته نبود، نقاشی دیواری تکمیل شد، البته با دو هفته تاخیر.